# Eduard Haken

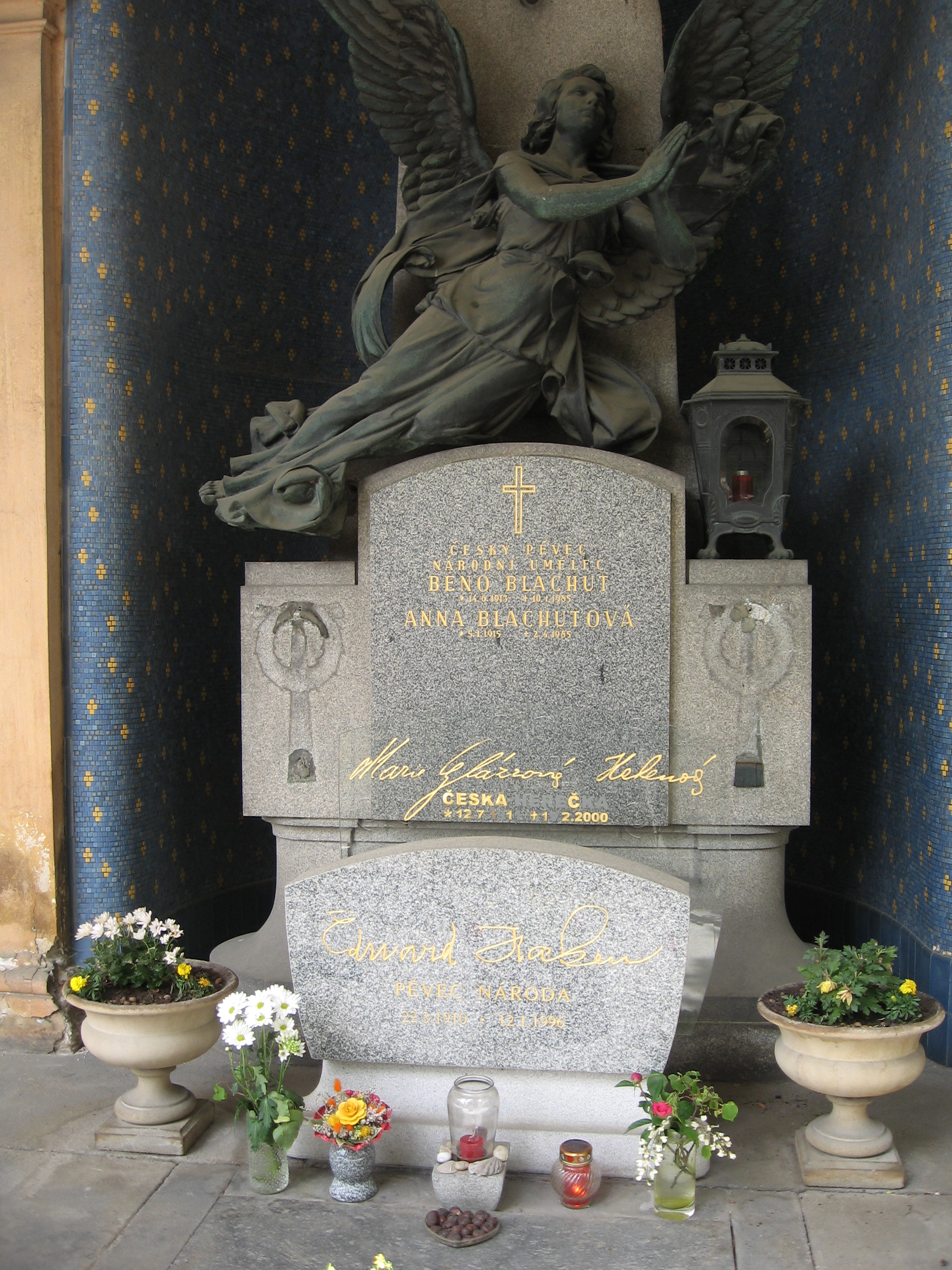
Náhrobky manželů Hakenových a Blachutových

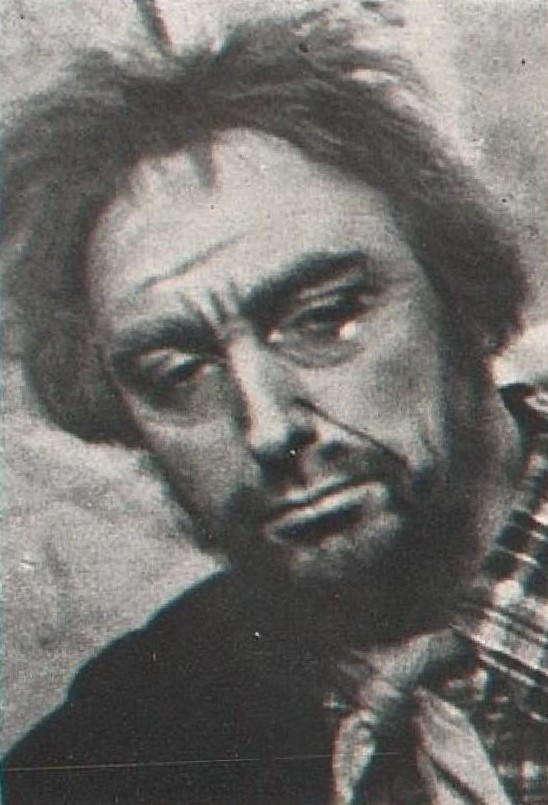
Eduard Haken v roli „Cikána“ v Thomasově opeře „Mignon“

Eduard Haken (22. března 1910 Šklíň – 12. ledna 1996 Praha) byl český operní pěvec – basista, od srpna roku 1941 dlouholetý člen opery Národního divadla v Praze, manžel herečky ND Marie Glázrové.

## Život
Narodil se ve volyňské obci Šklíň (také Česká Sklíň, dnešní Шклинь v Luckém rajónu nedaleko Senkevičivky). Maturoval na gymnáziu v Lucku v roce 1928 a pak řádně studoval lékařství na Univerzitě Karlově (1929 až 1932). V letech 1930 až 1937 se soukromě učil zpěv u Dmytra Levytského. V roce 1957 čtyři měsíce studoval zpěv v Itálii u Apolla Granforteho a pokračoval pak i při Granforteho pobytech v Praze.
V letech 1938–1941 působil v  operním souboru Českého divadla v Olomouci, odkud jej Václav Talich angažoval do Národního divadla. V repertoáru měl stěžejní role basového oboru, jako jsou např. Kmet (Braniboři v Čechách), Kecal (Prodaná nevěsta), Mumlal (Dvě vdovy), Paloucký (Hubička), Beneš (Dalibor), Vodník (Rusalka), Basilio (Lazebník sevillský), Mefistofeles (Faust a Markéta), Zachariáš (Nabucco), Ramfis (Aida), Daland (Bludný Holanďan).
Pohřben je v Praze na Vyšehradském hřbitově.

## Ocenění
- 1953 Státní cena
- 1958 titul zasloužilý umělec
- 1964 titul národní umělec
- 1975 ocenění zasloužilý člen ND
- 1995 Cena Thálie – zvláštní cena Kolegia za rok 1995 (in memoriam)[3]

## Nahrávky
Výběr:
- Rusalka op. 114, Antonín Dvořák. Orchestr a sbor Národního divadle v Praze, dirigent Jaroslav Krombholc, Rusalka: Ludmila Červinková, Princ: Beno Blachut, Vodník: Eduard Haken, Ježibaba: Marta Krásová, Cizí kněžna: Marie Podvalová ad. Nahráno 1952, Supraphon 2CD 2005.
- Biblické písně, op. 99, Antonín Dvořák. Eduard Haken – bas, Martin Gotthard Schneider – varhany, 1992, CD ROSA Classic.
- Dvě vdovy, Bedřich Smetana. Symfonický orchestr Československého rozhlasu, dirigent: Karel Ančerl, Karolína: Maria Tauberová, Anežka: Marie Podvalová, Ladislav: Beno Blachut, Mumlal: Eduard Haken ad. Nahráno 1948. 2CD Společnost Beno Blachuta 2007.